# Ulrich Moritz (Zeichner)
Ulrich Moritz (* 1949 in Weinsberg) ist ein deutscher Zeichner und Kulturwissenschaftler.

## Leben und Werk
Ulrich Moritz wuchs in Stuttgart auf. Er verließ die Stadt im Jahr 1974 und ließ sich zum Studium in Berlin nieder, wo er noch heute lebt.
Moritz zeichnet Naturobjekte und Landschaften mit Farbstift auf Papier in nahezu ‚altmeisterlicher‘ Tradition. Seine Werke finden großes Interesse in literarisch und publizistisch tätigen Künstlerkreisen. Den Kunstbetrieb meidet er jedoch weitgehend und dem Kunstmarkt entzieht er sich ganz. Die Wochenzeitung „Die Zeit“ widmete die Ausgabe ihrer Beilage „ZEITmagazin“ vom 15. März 2012 dem Künstler Ulrich Moritz, mit Beiträgen von Hans Magnus Enzensberger, Anita Albus, Sibylle Lewitscharoff, Martin Mosebach, Hanns Zischler und Katharina Enzensberger.
Heute ist der Zeichner und Kulturwissenschaftler Mitarbeiter des Museums für Naturkunde in Berlin. In der historischen Arbeitsstelle des Museums widmet sich Ulrich Moritz der Transkription der Reisetagebücher des Botanikers Friedrich Sello (1789–1831). Für das Museum für Naturkunde ist Moritz als Herausgeber, Redakteur und Autor von Publikationen zur Geschichte des Museums beteiligt.

## Ausstellungen
Eine erste Ausstellung seiner Werke wurde von Dezember 2013 bis Januar 2014 im Projektraum des Wolff Verlags in Berlin Unter den Linden gezeigt.

## Publikationen
- Muschel mit Landschaft, mit einem Nachwort von Sibylle Lewitscharoff, Insel-Bücherei Nr. 1427, Insel Verlag, Berlin 2016, ISBN 978-3-458-19427-9.
- Beitrag in: Marbacher Magazin 135: Schicksal. Sieben mal sieben unhintergehbare Dinge, 2011, ISBN 978-3-937384-77-1.
- Ulrich Moritz et al.: Vorstoß ins Innere. Streifzüge durch das Berliner Museum für Naturkunde. Alphaeus Verlag, Berlin 2010, ISBN 978-3-9813184-0-1
- Ulrich Moritz et al.: Klasse Ordnung Art. 200 Jahre Museum für Naturkunde. Basilisken-Presse, Rangsdorf 2010, ISBN 978-3-941365-10-0
- Ernst von Wildenbruch. Stiftung Weimarer Klassik. Weimar 1995. ISBN 3-7443-0114-1.